# Död mans hand (koralldjur)
Dödmanshand (Alcyonium digitatum) är ett koralldjur som förekommer i nordöstra Atlanten. Andra namn är fingerkorall, bergpattar och läderkorall. 
Dödmanshand är kolonibildade. Kolonierna är något klumpformade och försedd med knubbiga utskott, som kan vara vagt fingerliknande. De lever fästade på hårda underlag, som klippor. En koloni kan nå en storlek på omkring 10 centimeter eller något mer. Som mest blir den upp mot 20 centimeter. Färgen är vitaktig till något orangeaktig eller blekt gulaktig. 
Dödmanshand lever i Sverige längs västkusten.